# Honda S2000
Honda S2000 je sportovní automobil, s rovnoměrným rozložením váhy na přední i zadní nápravu s karoserií roadster. Vyráběla jej automobilka Honda od roku 1999, kdy firma oslavila 50. výročí od svého založení a automobil sám je pak pokračováním roadsterů S500, S600 a S800. V roce 2003 byl vůz redesignován.
Jednalo se o otevřený sportovní automobil nové generace s pohonem zadních kol a motorem vpředu. K jeho vytvoření byly použity nejnovější výsledky vývoje továrny Honda, aplikované na rámu karoserie, řadovém 4válcovém motoru se systémem VTEC, disponujícím výkonem 125 koňských sil na litr objemu, 6stupňovou převodovkou, duálním nezávislým zavěšením kol a také v později přidaném systému VGS (Variable Gear ratio Steering), inovativním systému řízení, který kombinuje komfort s nejvyšší možnou přesností ovládání.
7. srpna 2009 byla výroba Hondy S2000 zastavena, jako rozloučení s řadou vyrobila automobilka speciální modifikaci vozu – Ultimate edition.